# 바벨 성운
작은 아령 성운(영어: Little Dumbbell Nebula, 보통 메시에 76, NGC 650/651, 바벨 성운, 또는 코르크 성운)은 페르세우스자리에 위치한 행성상 성운이다. 1780년에 피에르 메생이 발견하였고, 샤를 메시에가 메시에 목록에 76번째로 등록하였다.
M76의 거리는 분명하지 않으나, 1,700 광년에서 15,000 광년 사이일 것으로 추정된다. 이 성운의 밝기는 +10.1이고, 성운의 중심별, 즉 백색 왜성의 밝기는 +16.6이다. 이 별의 표면 온도는 최대 약 60,000 K에 이른다.
작은 아령 성운은 여우자리에 위치한 아령 성운 (M27) 과 매우 닮았다. NGC 천체 목록에서는 이 성운을 두 부분으로 나누어서 NGC 650과 NGC 651로 두 번 등록되었다. 이 성운은 겉보기 색이 꽤 희미하고 어려운 천체 중 하나이다.

## 같이 보기
- 메시에 천체 목록